# Ronald Stuart Thomas
Ronald Stuart Thomas (ur. 29 marca 1913, zm. 25 września 2000) - walijski poeta tworzący w języku angielskim, duchowny w narodowym Kościele walijskim.
Podpisywał się R.S. Thomas. W 1936 roku został diakonem, a w 1937 pastorem. W latach 1936–1978 sprawował posługę w sześciu miejscowościach w Walii, począwszy od górniczej wioski Chirk. Tworzył lirykę refleksyjną, inspirowaną krajobrazem i folklorem Walii, jak również poezję religijną. Był autorem zbiorów Song at the Year's Turning  (1955), Tares (1961), Not That He Brought Flowers (1968), Laboratories of the Spirit (1975), Welsh Aires (1987), Mass for Hard Times (1992). Ronald Stuart Thomas był lokalnym walijskim patriotą, choć tworzył w języku angielskim. Bohaterem wielu wierszy poety jest Iago Prytherch, typowy Walijczyk. Napisał także autobiografię w języku walijskim pt. Neb (1986). Na uniwersytecie w Bangor działa jednostka poświęcona badaniom nad jego liryką. W Polsce wydano wybór jego wierszy w tłumaczeniu Andrzeja Szuby z posłowiem Jerzego Jarniewicza. Monografię poświęconą poecie napisał Przemysław Michalski. Esej o jego twórczości przedstawiła również Joanna Soćko.